# Tremendal
Tremendal fue un municipio español de la provincia de Ávila, que desapareció el 23 de abril de 1977 cuando se integró en el municipio Solana de Béjar.

## Demografía
| Gráfica de evolución demográfica de Tremendal entre 1842 y 1970 |
| |
| Población de derecho según los censos de población del INE. Población de hecho según los censos de población del INE.Entre el censo de 1981 y el anterior, este municipio desaparece porque se integra en el municipio Solana de Béjar. |